# Рудольф Майнльшмідт
Рудольф Майнльшмідт (нім. Rudolf Meinlschmidt; 1 липня 1921, Айбенберг — 1984) — німецький офіцер-підводник, оберлейтенант-цур-зее крігсмаріне.

## Біографія
1 грудня 1939 року вступив на флот. З 1 травня по 29 червня 1941 року пройшов практику вахтового офіцера на підводних човнах 22-ї флотилії, з 30 червня по 19 грудня — курс підводника, з 20 грудня 1941 по 20 квітня 1942 року — курс командира взводу, після чого був направлений на будівництво підводного човна U-223. З 6 червня 1942 року — 2-й, з 1 листопада 1943 року — 1-й вахтовий офіцер на U-223, на якому взяв участь у п'яти походах, під час яких були потоплені 2 корабі загальною водотоннажністю 12 556 тонн і пошкоджені ще 2 кораблі (6270 тонн). 15-31 березня 1944 року пройшов курс кермування, з 1 квітня по 4 червня — курс командира човна, з 5 червня по 14 серпня — тактичну підготовку в 27-й флотилії, після чого був переданий в розпорядження 31-ї флотилії. З 10 вересня по 18 грудня 1944 року пройшов командирську практику на U-235, після чого був направлений на будівництво U-2544. З 10 березня 1945 року — командир U-2544. 5 травня 1945 року наказав затопити човен в рамках операції «Регенбоген». 8 травня 1945 року взятий в полон британськими військами. 29 вересня 1947 року звільнений.

## Звання
- Кандидат в офіцери (1 грудня 1939)
- Морський кадет (1 травня 1940)
- Фенріх-цур-зее (1 листопада 1940)
- Оберфенріх-цур-зее (1 листопада 1941)
- Лейтенант-цур-зее (1 квітня 1942)
- Оберлейтенант-цур-зее (1 грудня 1943)

## Нагороди
- Нагрудний знак мінних тральщиків (25 листопада 1941)
- Залізний хрест
  - 2-го класу (9 березня 1943)
  - 1-го класу (18 грудня 1943)
- Нагрудний знак підводника (27 травня 1943)
- Нагрудний знак «За поранення» в чорному (29 травня 1943)
- Фронтова планка підводника в бронзі (10 жовтня 1944)